# Hastighedsvektor
En hastighedsvektor er den vektor der fremkommer ved differentiation af den vektorfunktion der beskriver positionen som en funktion af tiden t.
| Naturvidenskab | Spire Denne naturvidenskabsartikel er en spire som bør udbygges. Du er velkommen til at hjælpe Wikipedia ved at udvide den. |